# Замосць (Серпецький повіт)
Замосць (пол. Zamość) — село в Польщі, у гміні Росьцишево Серпецького повіту Мазовецького воєводства.
Населення — 248 осіб (2011).
У 1975-1998 роках село належало до Плоцького воєводства.

## Демографія
Демографічна структура станом на 31 березня 2011 року:
|          | Загалом | Допрацездатний вік | Працездатний вік | Постпрацездатний вік |
| -------- | ------- | ------------------ | ---------------- | -------------------- |
| Чоловіки | 126     | 32                 | 86               | 8                    |
| Жінки    | 122     | 27                 | 71               | 24                   |
| Разом    | 248     | 59                 | 157              | 32                   |